# آپتون گری
آپتون گری (به انگلیسی: Upton Grey) یک روستا و محله مدنی در بریتانیا است که در Basingstoke and Deane واقع شده‌است. آپتون گری ۶۰۸ نفر جمعیت دارد.